# Luther College (Saskatchewan)

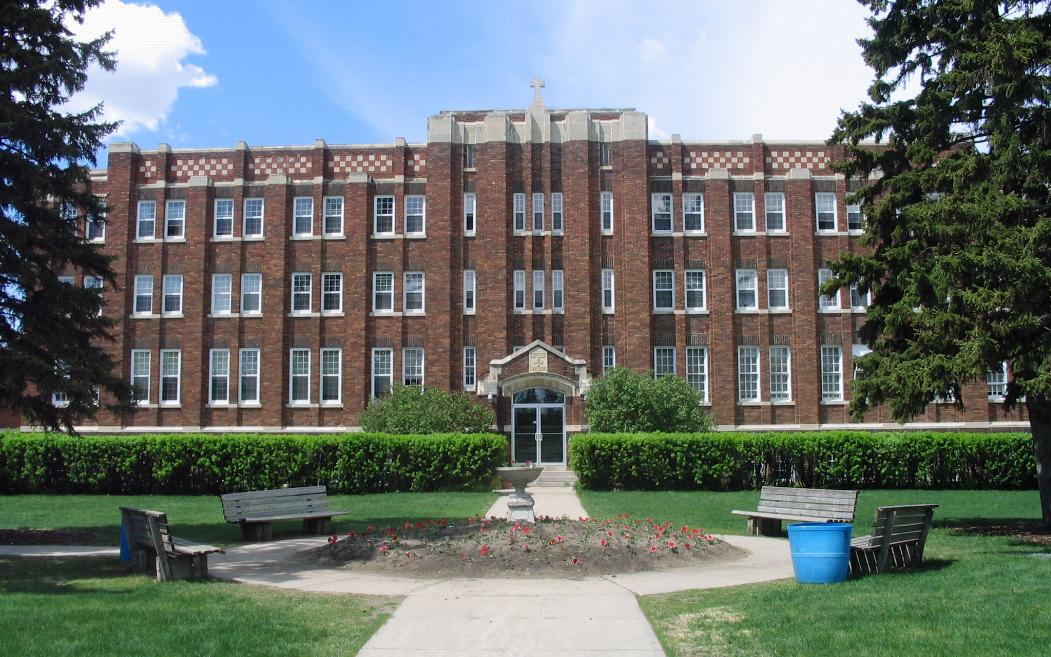
Luther College / Highschool (Regina)

Das Luther College ("Luthe-Kolleg") ist ein evangelisch-lutherisches College in Regina, Saskatchewan, Kanada. 
Die Hochschule wurde 1913 als Luther Academy in Melville, Saskatchewan gegründet und siedelte 1926 um nach Regina. Bis 1968 arbeitete man mit der University of Saskatchewan zusammen, ab 1971 mit der University of Regina sowie der Evangelical Lutheran Church in Canada.
Es ist ein College der sieben freien Künste und bietet den circa 450 Studierenden vor allem grundständige Bachelorprogramme an. Dem College ist eine eigene Highschool zugeordnet.